# Lothar Budach
Lothar Budach (* 14. November 1935 in Berlin; † 15. Juli 2007 ebenda) war ein deutscher Mathematiker (Algebra) und Informatiker.

## Leben und Wirken
Budach studierte 1954 bis 1959 Mathematik an der Humboldt-Universität zu Berlin (unter anderem bei Heinrich Grell, Hans Reichardt), wo er 1962 promoviert (Quotalringe und ihre Anwendungen) wurde und sich 1963 habilitierte (Erweiterungstheorie  Grellscher Präschemata). Er war danach Dozent und ab 1969 Professor an der Humboldt-Universität sowie Leiter der Forschungsgruppe Algebra am Institut für Reine Mathematik der Deutschen Akademie der Wissenschaften zu Berlin (DAW), ab 1972 in Akademie der Wissenschaften der DDR (AdW) umbenannt. 
Von 1974 bis 1977 war er Direktor für Forschung im Bereich Mathematik der Humboldt-Universität. Er war unter anderem zu Forschungsaufenthalten am Banach-Zentrum in Warschau, am Rechenzentrum der Akademie der Wissenschaften der UdSSR, bei IBM in Yorktown Heights und am Institut des Hautes Études Scientifiques (IHES). Ab 1977 organisierte er eine gesamtdeutsche Tagungsreihe Fundamentals of Computation Theory.
Nach der deutschen Wiedervereinigung arbeitete er von 1992 bis 1994 am Fraunhofer-Institut für Software- und Systemtechnik in Berlin. 1994 wurde er Professor für Informatik an der Universität Potsdam. Daneben war er Dozent am Hasso-Plattner-Institut für Softwaresystemtechnik in Potsdam. Budach war ein führender Wissenschaftler in theoretischer Informatik in der DDR, befasste sich aber auch mit praktischer Umsetzung zum Beispiel bei VLSI-Design oder für Carl Zeiss Jena. Er befasste sich mit Kommutativer Algebra, Automatentheorie, Kombinatorik, Softwaredesign, Komplexitäts- und Berechenbarkeitstheorie, Kategorientheorie.
1975 löste er das Labyrinthproblem von Claude Shannon (1951) im negativen Sinn: er zeigte, dass es für jede „Maus“ von Shannon ein Labyrinth und einen Anfangspunkt in diesem Labyrinth gibt, in dem sie sich verläuft, obwohl es einen Ausgang gibt.
Er war seit 1969 korrespondierendes und seit 1975 ordentliches Mitglied der Akademie der Wissenschaften, in der er von 1977 bis 1990 die Klasse Mathematik und von 1986 bis 1989 den Forschungsbereich Mathematik und Informatik leitete. Er erhielt 1973 den Nationalpreis der DDR für Wissenschaft und Technik (III. Klasse). Seit 1998 war er Mitglied der Leibniz-Sozietät der Wissenschaften zu Berlin.

## Schriften
- Lothar Budach: Quotalringe und ihre Anwendungen. In: Math. Nachr. Band 27, 1963, S. 29–66, doi:10.1002/mana.19630270104.
- Lothar Budach: Erweiterungstheorie  Grellscher Präschemata. In: Math. Nachr. Band 25, 1963, S. 339–380, doi:10.1002/mana.19630250605.
- Quotientenfunktoren und Erweiterungstheorie, Deutscher Verlag der Wissenschaften, Berlin 1967
- mit Hans-Jürgen Hoehnke: Automaten und Funktoren, Akademie Verlag, Berlin 1975
- mit Rolf-Peter Holzapfel: Localisations and Grothendieck Categories, Deutscher Verlag der Wissenschaften, Berlin 1975
- Algebraic and topological properties of finite partially ordered sets, Teubner, 1988